# Арка (фильм, 2016)
«Арк: Ковчег Времени» (англ. ARQ) — американский фантастический фильм 2016 года. Премьера состоялась 9 сентября 2016 года на кинофестивале в Торонто. Согласно сюжету фильма, главные герои застревают во временной петле в запертой лаборатории. Они пытаются защититься от бандитов в масках и сохранить разработанный новый источник энергии, который может спасти человечество.

## Сюжет
Рентон просыпается на кровати рядом с Ханной. На часах 6:16. В комнату врываются трое мужчин в масках, они тащат Рентона в соседнее помещение и привязывают к стулу рядом с Ханной, а сами уходят в другую комнату поесть. Мужчины называют себя Отец, Брат и Сынок; ещё один их сообщник по имени Кузя лежит на полу мёртвый. Рентон освобождает себя и Ханну и пытается бежать, однако его убивают. Он снова просыпается на кровати в 6:16, и ситуация неоднократно повторяется, однако Рентон помнит о предыдущих случаях и с каждым разом действует, учитывая прошлый опыт.
Из разговоров и обрывков телепередачи становится ясно, что действие происходит в постапокалиптическом будущем: Земля пережила катастрофу (вероятно, ядерную войну) и миром правит корпорация «Таурус». Ей противостоят повстанцы из организации под названием «Союз», к которым принадлежат трое мужчин. В какой-то момент Рентон понимает, что Ханна тоже из «Союза» и является руководителем группы. В то же время Сынок оказывается наёмником, подосланным «Таурусом». Нападение «Союза» на Рентона связано с тем, что тот долго работал на «Таурус» и имеет множество сбережений (на специальных карточках-«стрипах»), которые хотят забрать повстанцы. Ханна же ранее была подругой Рентона, однако долгое время находилась в заключении. Чувствуя недоверие к Ханне как представителю чуждых ему повстанцев, Рентон со временем объединяется с ней в борьбе против Сынка.
Как бы ни развивались события, через 3 часа 14 минут происходит возврат Рентона к исходной точке, когда он просыпается на кровати в 6:16. Постепенно Рентон начинает понимать, что появление временной петли связано с действием созданного им аппарата ARQ (англ. Arcing recursive quine — рекурсивный электро-дуговой куайн), который вырабатывает мощную электроэнергию и фактически является вечным двигателем. Петля возникла вследствие того, что Кузя коснулся аппарата, из-за чего тот замкнул время. Более того, со временем Рентон видит по логам перезагрузки компьютера, что петель существовало гораздо больше, чем он сначала предполагал, — вероятно, тысячи. Тем не менее, хотя в какой-то момент он собирается уничтожить ARQ, он в итоге решает не делать этого, чтобы снова попытаться спасти аппарат от «Тауруса» и, возможно, использовать его на благо людям. Он записывает на компьютере видеообращение к самому себе, в котором предупреждает, что «Таурус» пытается захватить ARQ и что он должен с самого начала доверять Ханне.
Фильм заканчивается очередным пробуждением в 6:16, но на этот раз первой пробуждается Ханна, что наталкивает на мысль о создании совершенно новой петли.

## В ролях
- Робби Амелл — Рентон[1]
- Рэйчел Тейлор — Ханна / мать
- Шон Бенсон — Сынок
- Грей Пауэлл — Гримм / отец
- Джейкоб Нийем — брат
- Адам Батчер — Кузя
- Танту Кардинал — The Pope
- Николас ван Бурек — ведущий новостей
- Джейми Спильчук — Mobius Common

## Отзывы
Фильм получил смешанные отзывы кинокритиков.